# Ilex godajam
Ilex godajam är en järneksväxtart som beskrevs av Henry Thomas Colebrooke. Ilex godajam ingår i släktet järnekar, och familjen järneksväxter. Inga underarter finns listade i Catalogue of Life.